# Psara
Psara (in greco Ψαρά?) è un'isola della Grecia situata nel Mar Egeo. Insieme all'isola disabitata di Antipsara forma il comune omonimo situato nella periferia dell'Egeo Settentrionale (unità periferica di Chio) con 448 abitanti al censimento del 2001
L'unico centro abitato dell'isola è il capoluogo omonimo.